# Causa legale tra SCO e IBM
Il 7 marzo 2003 SCO Group citava IBM per la supposta "svalutazione" della sua versione del sistema UNIX, dichiarando danni per 1 miliardo di dollari, una richiesta poi aumentata a 3 miliardi. SCO sosteneva la tesi secondo cui IBM avrebbe aggiunto nel kernel Unix-like e open source Linux delle parti di codice la cui proprietà intellettuale apparteneva a SCO.

## Svolgimento della controversia
Nel maggio 2003 SCO inviò lettere ad aziende di Fortune 1000 e Global 500 avvisandole della possibilità che sarebbero state considerate responsabili nel caso in cui avessero usato Linux. In seguito a ciò, le quotazioni delle azioni di SCO (SCOX su Nasdaq) crebbero in modo vertiginoso.
Da quel momento si susseguirono richieste e controrichieste da entrambe le parti; IBM e Red Hat, quest'ultimo un distributore di GNU/Linux, intentarono cause legali contro SCO mentre SCO continuò a fare dichiarazioni minacciose contro gli utenti Linux che non avessero acquistato una licenza SCO UNIX.
Il 30 settembre 2003, su istanza di SCO, il giudice Kimball concesse un rinvio per presentare ulteriori richieste o aggiungere parti in causa fino al 4 febbraio 2004, facendo sì che la causa vera e propria fosse rimandata fino al 2005.
La causa si concluse il 30 marzo 2010 con la decisione della Corte Distrettuale dello Utah che ha respinto tutte le richieste di SCO, dando piena ragione a Novell.